# José Luis López Aranguren
José Luis López-Aranguren Jiménez, que firmaba sus obras como José Luis L. Aranguren (Ávila, 9 de junio de 1909-Madrid, 17 de abril de 1996), fue uno de los filósofos y ensayistas españoles más influyentes del siglo XX. En su trabajo filosófico, como escritor y profesor de ética en la Universidad Complutense de Madrid enfatizó la importancia de los intelectuales en una sociedad cada vez más mecanizada, injusta y deshumanizada. Su obra es una reflexión ética, política y religiosa, que se esfuerza por recordarnos los peligros de una sociedad meramente tecno-científica y cibernética ante la escasez de solidaridad y humanismo.

## Biografía
Nacido en Ávila, estudió en el colegio de jesuitas de Chamartín (Madrid) entre 1918 y 1924; y en la Universidad de Madrid hasta 1936, donde se licenció en Derecho (1931) y en Filosofía y Letras. Allí entró en contacto con José Ortega y Gasset, Manuel García Morente, Juan Zaragüeta, Javier Zubiri, José Gaos y Julián Besteiro. Explicitó su admiración por Eugenio d'Ors. Durante la guerra civil española se unió a las Fuerzas sublevadas y colaboró con la revista Vértice. En la posguerra fue amigo de los componentes del grupo de intelectuales falangistas (en torno de la revista Escorial) que se fueron distanciando del régimen de Franco (Pedro Laín Entralgo, Dionisio Ridruejo, Antonio Tovar, Gonzalo Torrente Ballester). Su actividad como informante de las autoridades franquistas sobre el mundo intelectual fue objeto de polémica.
Se doctoró en filosofía con una tesis sobre El protestantismo y la moral (1951 a 1954), tras lo que obtuvo la cátedra de Ética y Sociología de la Universidad de Madrid (1955).
Cada vez más crítico con el régimen de Franco, en 1965 participó, junto a Enrique Tierno Galván, Agustín García Calvo, otros profesores y numerosos estudiantes, en una marcha de protesta por la falta de libertad de asociación. Fue sancionado y apartado de la universidad española, pero se mantuvo activo escribiendo o asistiendo a universidades extranjeras como profesor visitante. Así pues, durante años se trasladó a Los Ángeles, en Estados Unidos, donde ejerció como catedrático en la universidad de Berkeley. Durante su estancia en California conoció a Herbert Marcuse, uno de los integrantes de la Escuela de Frankfurt, con quien mantuvo una fuerte amistad basada en la admiración mutua. A su vez, esto se reflejó en su obra, que —influida por la crítica sociocultural de la llamada «Teoría crítica»— se enfocó progresivamente más en temas culturales y políticos, tal y como se refleja en publicaciones como Entre España y América, Península, Barcelona (1974a) y La cultura española y la cultura establecida, Taurus, Madrid (1975). En sus investigaciones se ocupó de relacionar la ética y la religión católica. Diseñó un particular concepto de "Estado de justicia social", que se diferencia del mero estado de bienestar y que es ajeno a toda intervención totalitaria.
Entre sus obras principales se destacan: Catolicismo y protestantismo como formas de existencia (1952); Ética (1958), Propuestas morales (1985); El buen talante (1985), así como sus estudios sobre Unamuno y San Juan de la Cruz.
El profesor Enrique Bonete Perales realizó la primera tesis doctoral sobre el pensamiento ético-moral de Aranguren, que se publicó poco después bajo el título: Aranguren, la ética entre la religión y la política (1989).
En 1994, Feliciano Blázquez publicó el primer volumen (de un total de seis) de sus obras completas.
Falleció el 17 de abril de 1996. Su archivo fue donado por la familia al Consejo Superior de Investigaciones Científicas (CSIC). Es tío de la periodista Begoña Aranguren Gárate.

## Premios y reconocimientos
Recibió el Premio Nacional de Ensayo en 1989 y el premio Príncipe de Asturias de Comunicación y Humanidades en 1995, un año antes de su muerte. Como reconocimiento a su trayectoria, se le ha concedido una calle en Madrid, que rodea la Ciudad Universitaria y conduce a las facultades del campus, y por supuesto a la Facultad de Filosofía y otra en Ávila, su ciudad natal.

## Obra completa
La editorial Trotta ha publicado su Obra completa:
1. Filosofía y religión {ISBN 978-84-8164-005-2}
2. Ética {ISBN 978-84-8164-010-6}
3. Ética y sociedad {ISBN 978-84-8164-058-8}
4. Moral, sociología y política I {ISBN 978-84-8164-073-1}
5. Moral, sociología y política II {ISBN 978-84-8164-087-8}
6. Estudios literarios y autobiográficos {ISBN 978-84-8164-132-5}.